# Pont de Gorica
Le pont de Gorica sur la rivière Osum est un point de repère dans la ville de Berat, en Albanie.
C'est l'un des ponts ottomans les plus anciens et les plus célèbres d'Albanie qui relie deux parties de la commune de Berat. Il a d'abord été construit en bois en 1780 puis reconstruit en pierre dans les années 1920. Le pont à sept arches mesure 129 mètres de long et 5,3 mètres de large et surplombe d'environ 10 mètres le niveau moyen de l'eau. Le pont a été rénové en 2015 par la municipalité de Berat. 

Selon la légende locale, le pont en bois d'origine contenait un cachot dans lequel une fille serait incarcérée et affamée pour apaiser les esprits responsables de la sécurité du pont.

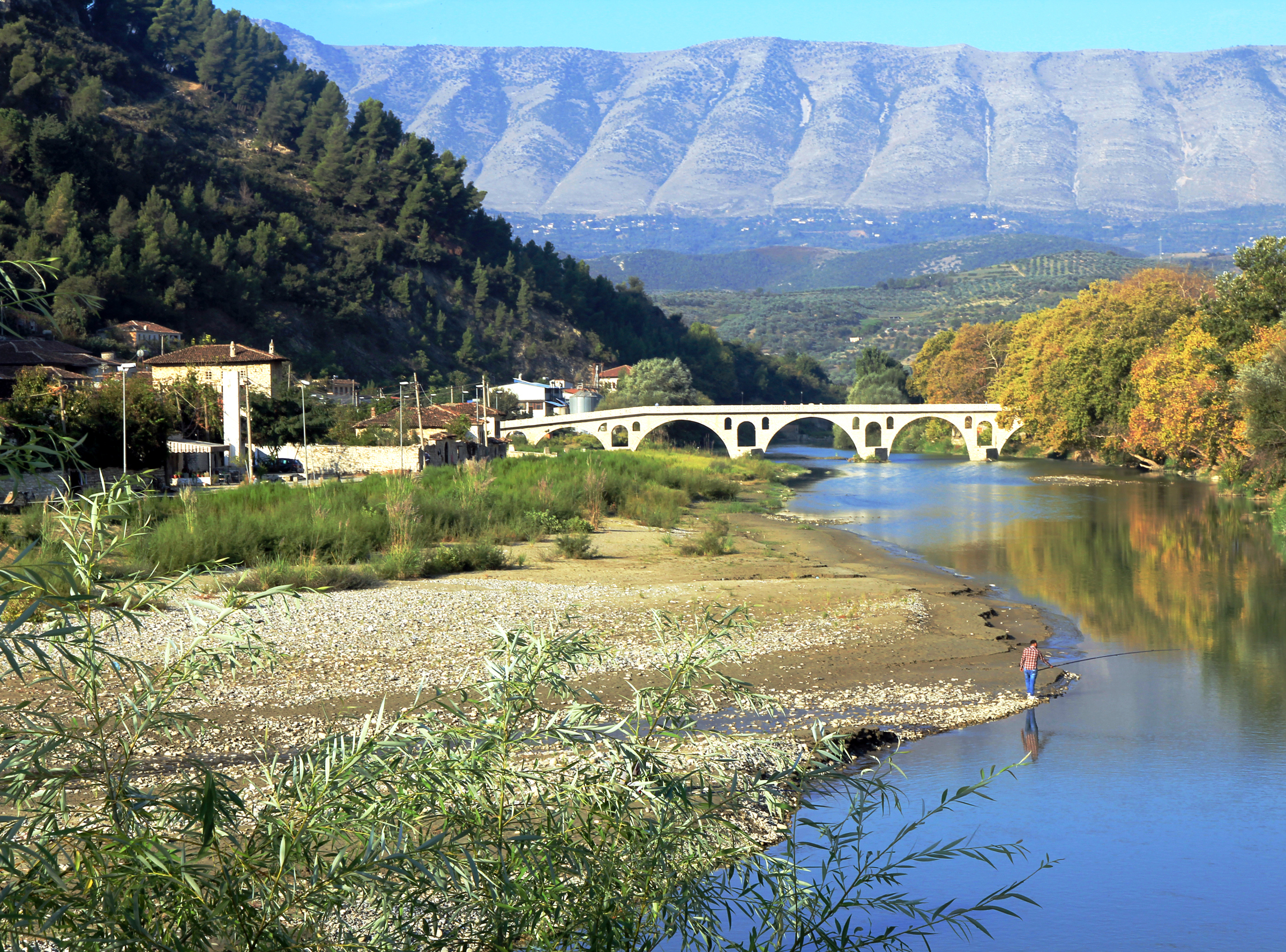
Pont de Gorica sur la rivière Osum.